# Sherry Rehman
Shehrbano Rehmen coneguda com a Sherry Rehman, (Karachi, Sind, 1960) és una periodista política i diplomàtica pakistanesa. És l'ambaixadora del Pakistan als Estats Units. Del març del 2008 al març del 2009 va ser ministra d'informació i radiodifusió del govern pakistanès.

## Biografia
El seu pare era avocat i educador i la seva mare va ser la primera dona a ocupar el càrrec de vicepresidenta del Banc Estatal del Pakistan. Va estudiar al Smith College als Estats Units i a la Universitat de Sussex a Anglaterra. Durant vint anys va exercir de periodista, col·laborant amb revistes i diaris pakistanesos i internacionals. Fou redactor del Herald, el diari més important del país, durant 10 anys i membre del Consell de Redactors de Diaris del Pakistan del 1988 al 1998. Està casada amb el banquer Nadeem Hussain, president executiu del Tameer Microfinance Bank Limited.

## Carrera política
Sherry Rehman és membre dels Parlamentaris del Partit del Poble Pakistanès (PPP). Del 2002 al 2007 fou Membre de l'Assemblea Nacional. El 2008 tornà a ser nomenat Membre de l'Assemblea Nacional de la província de Sind, ocupant un escó reservat per a una dona. El primer ministre Yousuf Raza Gilani la nomenà Ministra de la Informació i la Radiodifusió. Va dimitir el càrrec al març del 2009 a causa de desacords amb el president Asif Ali Zardari sobre la imposició de restriccions als mitjans de comunicació. El 23 de novembre de 2011 fou nomenada ambaixadora del Pakistan en substitució de Hussain Haqqani, després que aquest fos acusat d'haver demanat l'ajut del govern estatunidenc per reduir el paper polític de l'exèrcit pakistanès en afers exteriors i seguretat nacional.